# جون دورسي
جون دورسي (بالإنجليزية: John Dorsey)‏ هو لاعب كرة قدم أمريكية أمريكي، ولد في 30 أغسطس 1960 في ليوناردتاون في الولايات المتحدة.

## وصلات خارجية
- جون دورسي على موقع مرجع كرة القدم المحترفة.كوم (الإنجليزية)